# Milborne St. Andrew
Milborne St. Andrew is een civil parish in het bestuurlijke gebied North Dorset, in het Engelse graafschap Dorset. In 2001 telde het dorp 1042 inwoners.